# Тиссен, Тиффани
Ти́ффани Э́мбер Ти́ссен (англ. Tiffani Amber Thiessen; род. 23 января 1974) — американская актриса, продюсер и режиссёр, ставшая известной благодаря ролям в популярных сериалах: Келли Каповски в «Спасённые звонком» (1989—1993), Вэлори Мэлоун в «Беверли-Хиллз, 90210» (1994—1998) и Элизабет Бёрк в «Белом воротничке» (2009—2014). После многих лет работы в кино и на телевидении актриса отказалась от своего среднего имени и теперь в титрах её указывают как Тиффани Тиссен.

## Биография
Родилась в Лонг-Бич в Калифорнии в семье домохозяйки Робин и архитектора и дизайнера Френка Тиссен. У актрисы есть старший брат Тодд, актёр по профессии, и младший брат Шулер. Среди её предков были немцы со стороны отца и греки, турки и валлийцы со стороны матери. Называет брата Тодда, мать и свою бабушку по матери образцами для подражания.
Актриса училась в начальной школе Кабберли и средней школе Маршалл-Джуниор на Лонг-Бич. В 1992 году произносила прощальную речь на выпускном «Valley Professional» в Студио-Сити в Лос-Анджелесе. 
Тиссен с детства участвовала в конкурсах красоты и в 1987 году даже выиграла титул «Юная Мисс Америка». Её дядя, актёр Роджер Эрнест, настаивал на том, чтобы девочка попробовала себя в шоу-бизнесе — он учился в университете со Стивеном Спилбергом и участвовал в написании сценария к его студенческому фильму «Slipstream», позже снявшийся в картинах «Шугарлендский экспресс» и «Близкие контакты третьей степени».

## Карьера
Её актёрская карьера началась в 1989 году с роли Келли Каповской в телесериале «Спасённые звонком». Однако, настоящую известность ей принесла работа в телесериале «Беверли-Хиллз, 90210», в котором она играла роль Вэлери Мэлоун, подруги детства Брендона Уолша (таким образом заняв в сериале амплуа Бренды Уолш, роль которой в 1994 году отказалась исполнять Шэннен Доэрти). В начале 2000-х годов Тиссен снялась в нескольких кинофильмах, однако успеха они не принесли.

## Личная жизнь
В середине 1990-х Тиссен встречалась с Брайаном Остином Грином, с которым её познакомил их общий друг Дэвид Фаустино ещё в 1988 году. Они начали жить вместе в июле 1994 года, но расстались осенью следующего года. 
В 1999 году в жизни актрисы начался сложный период, когда её возлюбленный Дэвид Стрикленд покончил жизнь самоубийством. 
С 2001 по весну 2003 года актриса была обручена с Ричардом Ракколо, которого она встретила во время съёмок шоу «Двое парней и девчонка».
С 9 июля 2005 года Тиффани замужем за актёром Брэйди Смитом, с которым она встречалась 2 года до их свадьбы. У супругов есть двое детей — дочь Харпер Ренн Смит (род.15.06.2010) и сын Холт Фишер Смит (род.01.07.2015).
Тиссен была подружкой невесты на свадьбе своей коллеги по сериалу «Беверли-Хиллз, 90210» и тогдашней лучшей подруги Дженни Гарт, сочетавшейся браком с Питером Фачинелли, с которым сама Тиссен снималась в сериале «Криминальные гонки» — позже дружба актрис прекратилась. Также дружеские отношения Тиссен с Тори Спеллинг закончились после того, как Тори развелась со своим первым мужем.

## Фильмография

### Кино
| Кино | Кино                                            | Кино                                                     | Кино                             | Кино                   |
| Год  | Название                                        | В оригинале                                              | Роль                             | Примечания             |
| ---- | ----------------------------------------------- | -------------------------------------------------------- | -------------------------------- | ---------------------- |
| 1993 | Зять                                            | Son In Law                                               | Трейси                           |                        |
| 1996 | Сладкие сны                                     | Sweet Dreams                                             | Элисон                           |                        |
| 1999 | В погоне за мечтой                              | Speedway Junky                                           | Уилма Прайс                      |                        |
| 1999 | К чёрту любовь!                                 | Love Stinks                                              | Ребекка Мелини / Джульетт        |                        |
| 1999 | От заката до рассвета 2: Кровавые деньги Техаса | From Dusk Till Dawn 2: Texas Blood Money                 | Пэм                              | сразу на видео         |
| 2000 | Ivans XTC                                       | Ivans XTC                                                | Мари Стайн                       |                        |
| 2000 | Дамский угодник                                 | The Ladies Man                                           | Хони Делюн                       |                        |
| 2000 | Ну очень страшное кино                          | Shriek If You Know What I Did Last Friday The Thirteenth | Хагита Атслей                    | сразу на видео         |
| 2001 | Рождественские приключения зверей               | A Christmas Adventure From A Book Called Wisely’s Tales  | Виксен                           | озвучивание            |
| 2002 | Голливудский финал                              | Hollywood Ending                                         | Шэрон Бейтс                      |                        |
| 2005 | Просто помолись                                 | Just Pray                                                | в качестве режиссёра и продюсера | короткометражный фильм |
| 2008 | Киборг-полицейский                              | Cyborg Soldier                                           | Линдсей Рирдон                   | сразу на видео         |

### Телевидение
| Кино      | Кино                                    | Кино                                    | Кино                         | Кино                            |
| Год       | Название                                | В оригинале                             | Роль                         | Примечания                      |
| --------- | --------------------------------------- | --------------------------------------- | ---------------------------- | ------------------------------- |
| 1989      | Сожитель                                | Live-In                                 | н/д                          | 1 эпизод                        |
| 1989—1993 | Спасённые звонком                       | Saved By The Bell                       | Келли Каповски               | 74 эпизода                      |
| 1990      | Чарльз в ответе                         | Charles In Charge                       | Дженнифер                    | 1 эпизод                        |
| 1990      | Женаты… с детьми                        | Married With Children                   | Хизер Маккой                 | 1 эпизод                        |
| 1990      | Вэлери                                  | Valerie                                 | Брук                         | 2 эпизода                       |
| 1992      | Шаг за шагом                            | Step By Step                            | Тина Гордон                  | 1 эпизод                        |
| 1992      | Блоссом                                 | Blossom                                 | Рики                         | 1 эпизод                        |
| 1992      | Спасённые звонком на Гавайях            | Saved By The Bell: Hawaiian Style       | Келли Каповски               | телевизионный фильм             |
| 1992      | Высшие силы                             | The Powers That Be                      | Барбара                      | 1 эпизод                        |
| 1992      | Убийца среди друзей                     | A Killer Among Friends                  | Дженни Монро                 | телевизионный фильм             |
| 1993—1994 | Спасённые звонком: Студенческие годы    | Saved By The Bell: The College Years    | Келли Каповски               | 18 эпизодов                     |
| 1994      | Правосудие Бёрка                        | Burke’s Law                             | Андреа Пирс                  | 1 эпизод                        |
| 1994      | Спасённые звонком: Свадьба в Лас-Вегасе | Saved By The Bell: Wedding In Las Vegas | Келли Каповски Моррис        | телевизионный фильм             |
| 1995      | Незнакомец рядом со мной                | The Stranger Beside Me                  | Дженнифер Галлахер           | телевизионный фильм             |
| 1995      | Она сражалась в одиночку                | She Fought Alone                        | Кэйтлин Роуз                 | телевизионный фильм             |
| 1996      | Сладкие грёзы                           | Sweet Dreams                            | Элисон Салливан              | телевизионный фильм             |
| 1996      | Скрытые секреты                         | Buried Secrets                          | Анналиссе Веллум             | телевизионный фильм, сопродюсер |
| 1999      | Купидон                                 | Cupid                                   | Стефани МакГрегор            | 1 эпизод                        |
| 1999      | Новостное радио                         | NewsRadio                               | Фокси Джексон                | 1 эпизод                        |
| 1994—2000 | Беверли-Хиллз, 90210                    | Beverly Hills, 90210                    | Вэлери Мэлоун                | 136 эпизодов                    |
| 2000      | Два парня, девушка и пиццерия           | Two Guys, A Girl & A Pizza Place        | Марти                        | 8 эпизодов                      |
| 2001      | Все кроме неё                           | Everything But The Girl                 | Дэниз                        | телевизионный фильм             |
| 2001      | Журнал мод                              | Just Shoot Me!                          | Эми Уотсон                   | 3 эпизода                       |
| 2002—2003 | Криминальные гонки                      | Fastlane                                | Вильгельмина «Билли» Чамберс | 22 эпизода                      |
| 2003—2004 | Доброе утро, Майами                     | Good Morning, Miami                     | Виктория Хилл                | 11 эпизодов                     |
| 2006      | Война мамаш                             | Stroller Wars                           | Лэни                         | телевизионный фильм             |
| 2007      | Пандемия                                | Pandemic                                | Кейла Мартин                 | мини-сериал, главная роль       |
| 2007      | Что насчёт Брайана?                     | What About Brian                        | Наташа Дрю                   | 5 эпизодов                      |
| 2009—2014 | Белый воротничок                        | White Collar                            | Элизабет Берк                | 62 эпизода+                     |

## Номинации
| Год  | Премия                                             | Номинация                                               | Проект            | Результат |
| ---- | -------------------------------------------------- | ------------------------------------------------------- | ----------------- | --------- |
| 1990 | Young Artist Award                                 | Выдающаяся работа актёрского ансамбля                   | Спасённые звонком | Номинация |
| 1992 | Young Artist Award                                 | Лучшая молодая актриса не-прайм-тайм/кабельного сериала | Спасённые звонком | Номинация |
| 1993 | Young Artist Award                                 | Лучшая молодая актриса не-прайм-тайм/кабельного сериала | Спасённые звонком | Номинация |
| 2003 | Teen Choice Awards                                 | Лучшая актриса в драме/приключенческом сериале          | Фастлейн          | Номинация |
| 2005 | Palm Springs International Festival Of Short Films | Лучший проект продолжительностью более 15 минут         | Просто помолись   | Runner-up |